# Куантан
Куантан е град в Западна Малайзия. Населението му е 507 778 жители (2009 г.). Площта му е 2960 кв. км. Основан е през 1851 г. Намира се часова зона UTC+8 на 21,95 м н.в. Градът е разположен на Южнокитайско море, което е част от Тихия океан. Средната най-висока температура за годината достига до 31,7 градуса по Целзий, а средната най-ниска 22,2 градуса по Целзий. 57% от населението са малайзийци, 32% са китайци, 10% индийци и 1% други. На 15 км от града има летище.